# Apriona punctatissima
Apriona punctatissima är en skalbaggsart som beskrevs av Johann Jakob Kaup 1866. Apriona punctatissima ingår i släktet Apriona och familjen långhorningar.
Artens utbredningsområde är Sulawesi. Inga underarter finns listade i Catalogue of Life.